# المكير الأعلى (خولان)

تعديل مصدري - تعديل

المكير الأعلى هي إحدى قرى عزلة المكير اللغباء بمديرية خولان التابعة لمحافظة صنعاء، بلغ تعداد سكانها 308 نسمة حسب تعداد اليمن لعام 2004.